# Église Saint-André de Dolus-d'Oléron
L'église Saint-André est une église située sur la commune de Dolus-d'Oléron en Charente-Maritime.

## Historique
L'église primitive fut construite à la fin du XIVe siècle
Comme la plupart des églises, elle est détruite pendant les guerres de religion en 1562 et elle sera reconstruite au XVIIe siècle.
Située au cœur du bourg, cette église de style à la fois classique et roman est construite en moellons calcaires  et pierres de taille. Son clocher remarquable est de style Saintongeais. La nef entrecoupée d'arches posées sur des colonnes à chapiteaux sculptés est éclairée par des fenêtres latérales ornées de vitraux. Les orgues sont placées à un endroit inhabituel, sur le côté droit de la nef. Au fond du chœur, on peut voir une grande fresque d'Omer Charlet.

## Galerie de photos

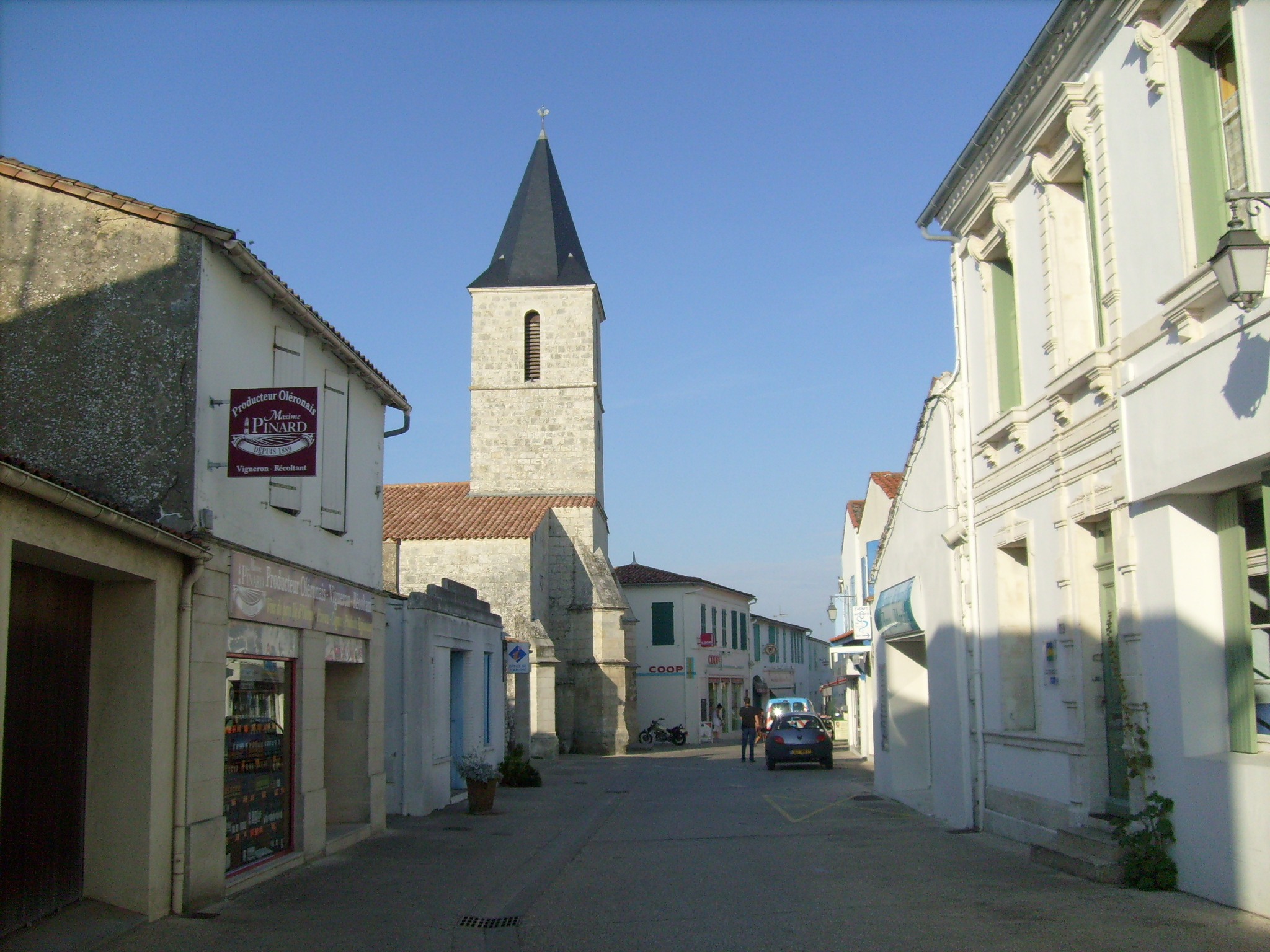
Le clocher dans le centre-ville de Dolus-d'Oléron.
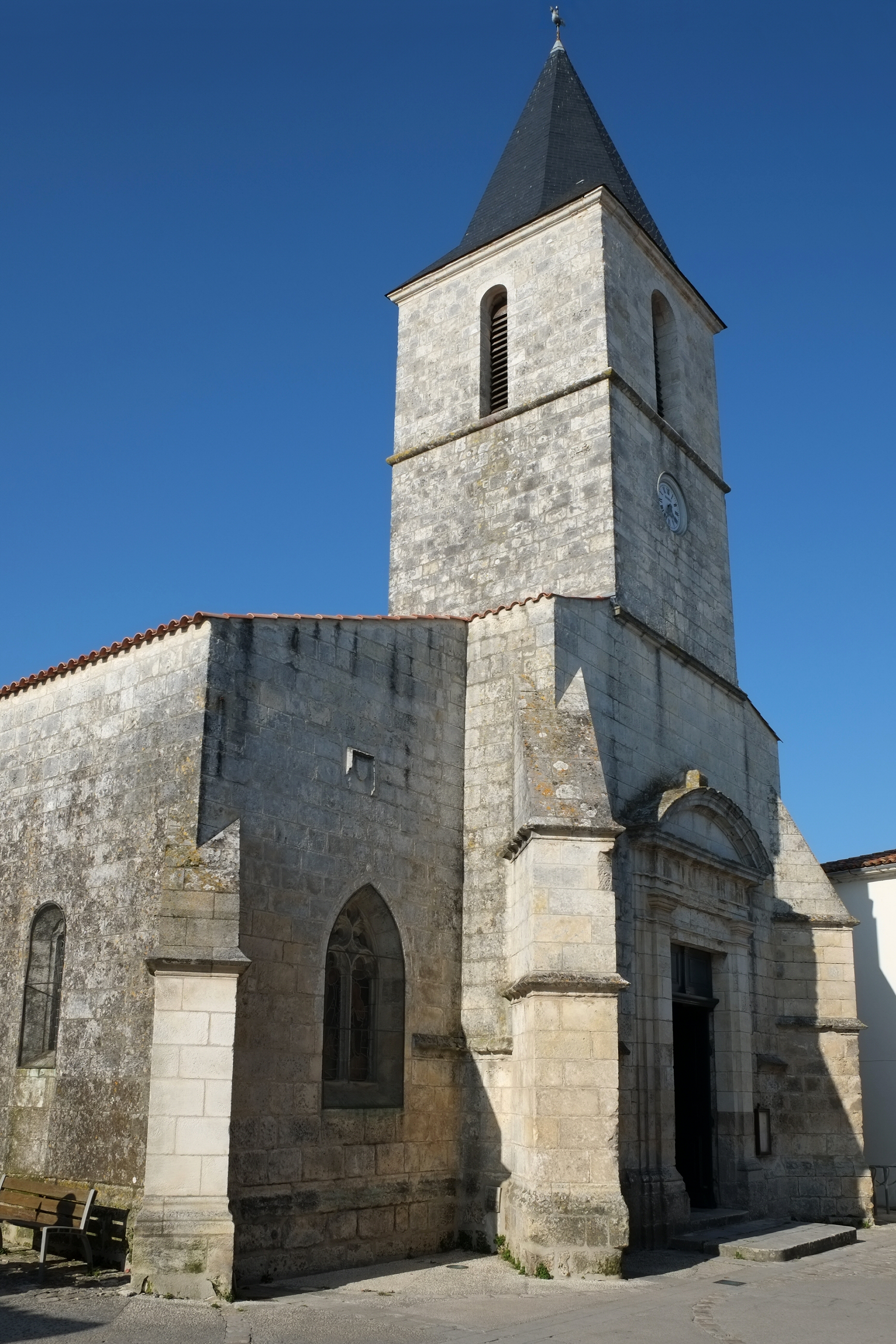
Église Saint-André.
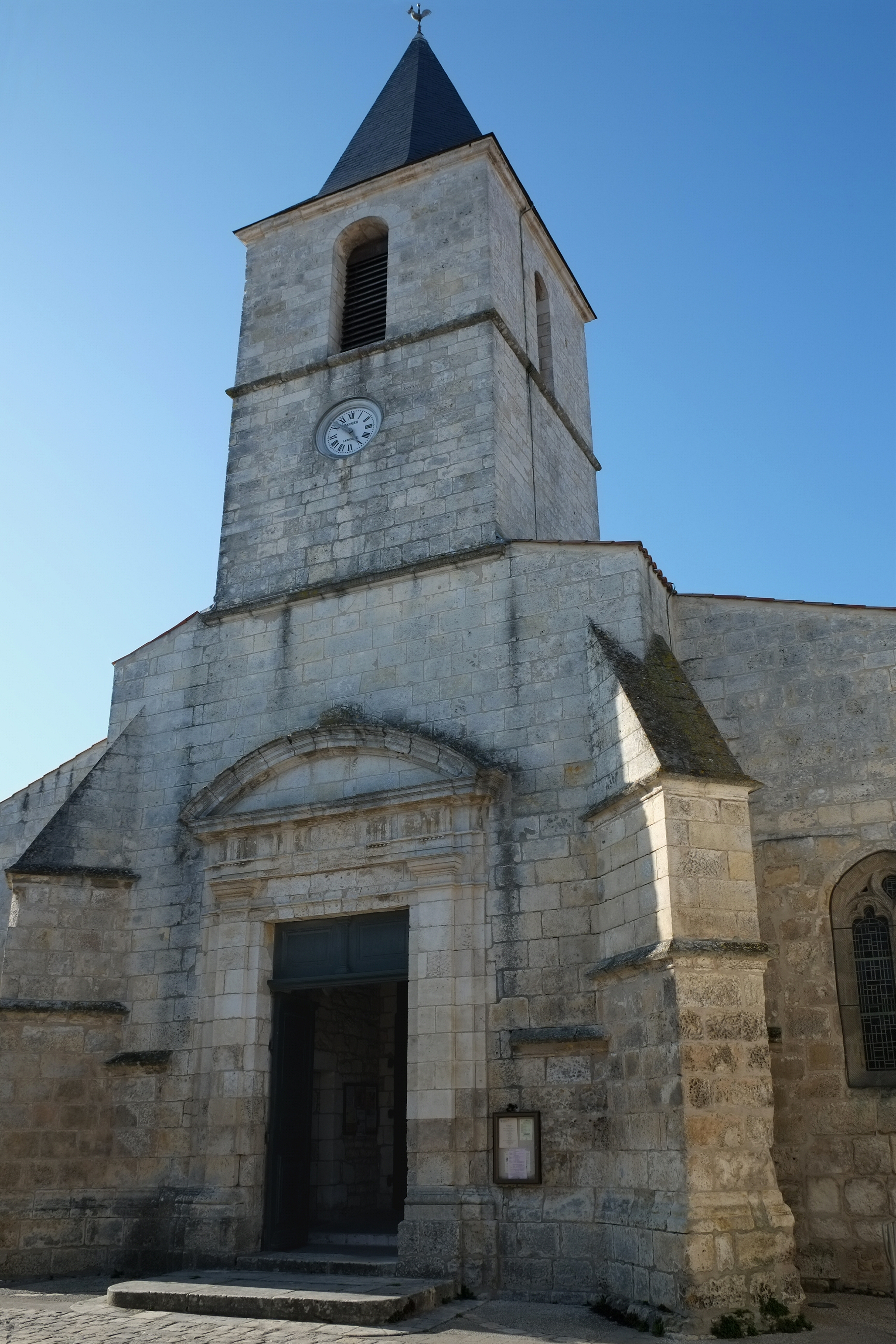
Église Saint-André.
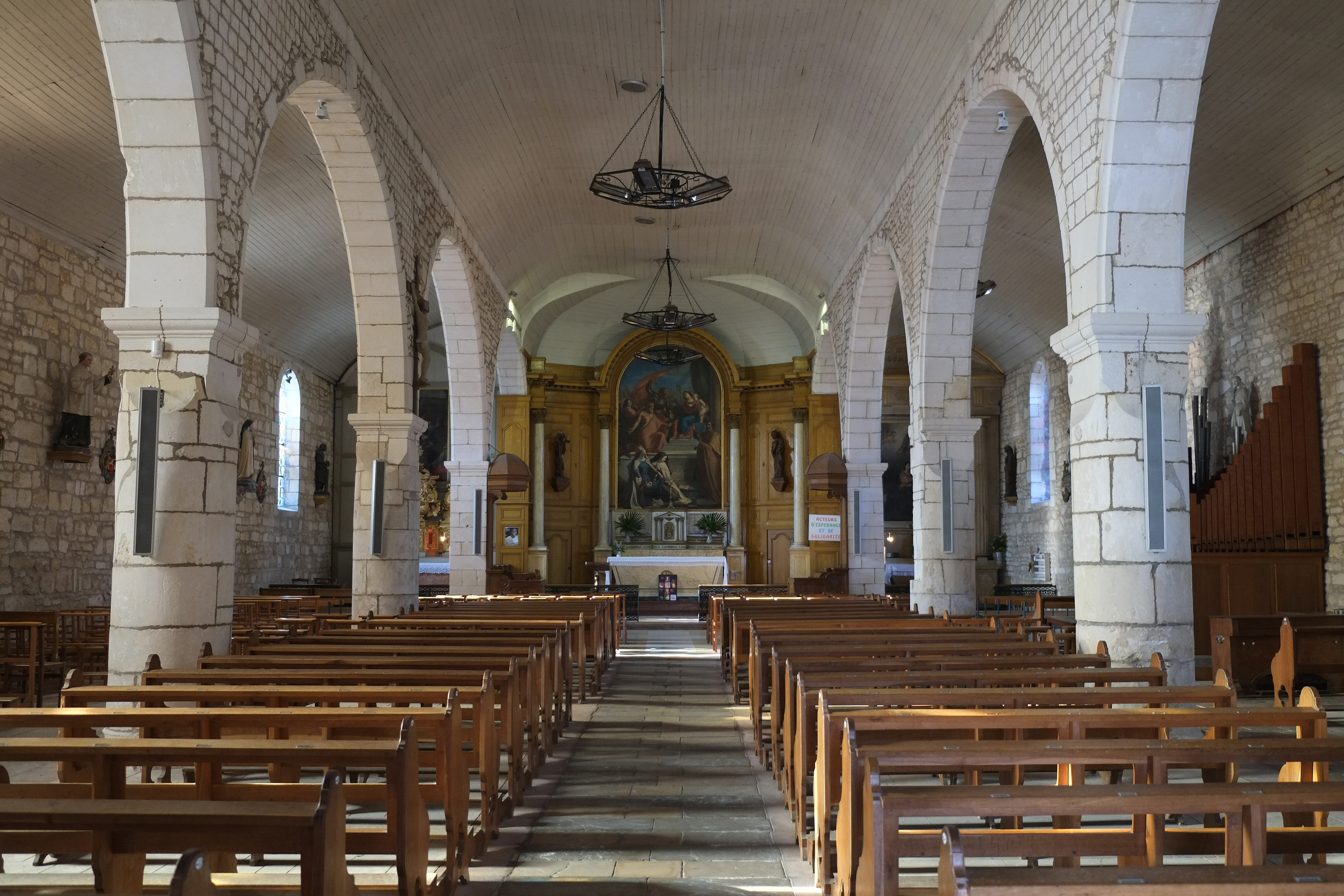
Nef de l'église Saint-André.